# Masao Gozu
Masao Gōzu (郷津 雅夫, Gōzu Masao, ごうづ まさお, né en 1946) est un sculpteur et photographe japonais qui vit et travaille dans la région de New York.

## Biographie
Né au Japon, dans la préfecture de Nagano en 1946, Masao Masao Gōzuest diplômé de l'école d'art de Tōyō (Tōyō Bijutsu Senmon Gakkō) en 1970. L'année suivante, il s'installe à New York, y étudie et obtient son diplôme de l'école d'art du Brooklyn Museum en 1973. Là, il photographie les gens regardant par les fenêtres. Ces photos sont faites avec soin, avec correction de perspective. Elles constituent sa première exposition en solo à O.-K. Harris Works of Art en 1980. Une deuxième série (1976-1981) est d'une vue unique, avec cadrage fixe précisément, dans la fenêtre du Harry Bar (plus tard rebaptisé le bar Harold). Une troisième série est « 264 », 264 vues encadrées de façon identique de la Bowery, occupée par une succession des plus démunis et abandonnés.
Le travail de Masao Gōzuest exposé au Ginza salon Nikon de Ginza ainsi que dans des galeries à New York. Il remporte le 10e prix Ina Nobuo.
En décembre 1990, il remporte le prix spécial du jury du Mois de la photo 90 à Paris.
Alors que Masao Gōzu continue à montrer ses photographies au Japon, en Europe et aux États-Unis, depuis 1984, il reconstruit également des fenêtres de bâtiments anciens. Il voit cela comme un aspect évolutif de la même esthétique que ses photographies. Bien que ses photographies emploient fréquemment des fenêtres comme cadres du sujet, avec sa sculpture, il développe cette idée un peu plus loin, en faisant de la fenêtre elle-même son sujet. 
En 1988, Gōzu expose pour la première fois sculpture et photographies à la O. K. Harris Gallery à New York. Il a photographié ses sculptures installées à différents endroits dans Brooklyn, Queens et New Jersey. Chacune des cinq images représente une composante du go dai (concept bouddhiste des cinq éléments qui façonnent le monde physique). Il s'agit notamment de « Mer », « Soleil », « Vague », « Feu » et « Nuage ». Les fenêtres sont situées dans un endroit précis à un moment donné de l'année de sorte que les photos des fenêtres reflètent le soleil entre les tours jumelles du World Trade Center. Il voit ces compositions symboliques du Niten (deux dieux). « Soleil » est devenu une partie de la collection de sculpture de la plaza K & B à La Nouvelle-Orléans et a ensuite été transféré au musée de La Nouvelle-Orléans. « Nuage » a intégré la collection de sculpture Martin Marguiles en Floride.
Gōzu continue le travail sur ce thème et expose différents travaux à la galerie OK. Harris à New York et ailleurs. Les faits saillants de ces expositions sont :
- Seven Reconstructed Facades, février 1991 ;
- Eleven Reconstructed Windows (The 25th St. Series, 1992), septembre 1993 ;
- Reconstructed Facades (276 W. 118th St., New York, NY), janvier 1996 ;
- Reconstructed Facades (23-25 W. 137th St., New York, NY), janvier 1999 ;
- Reconstruction—Black and Red, janvier 2005 ;
- Stream (Pond Eddy, NY), mars 2009.

## Albums
Masao Gōzu a publié plusieurs albums une série intitulée In New York (1981, 1985 et 1990) et New York (Tokyo, Advertise Communication, 1990, avec des textes de Ivan Karp et Kōtarō Iizawa).

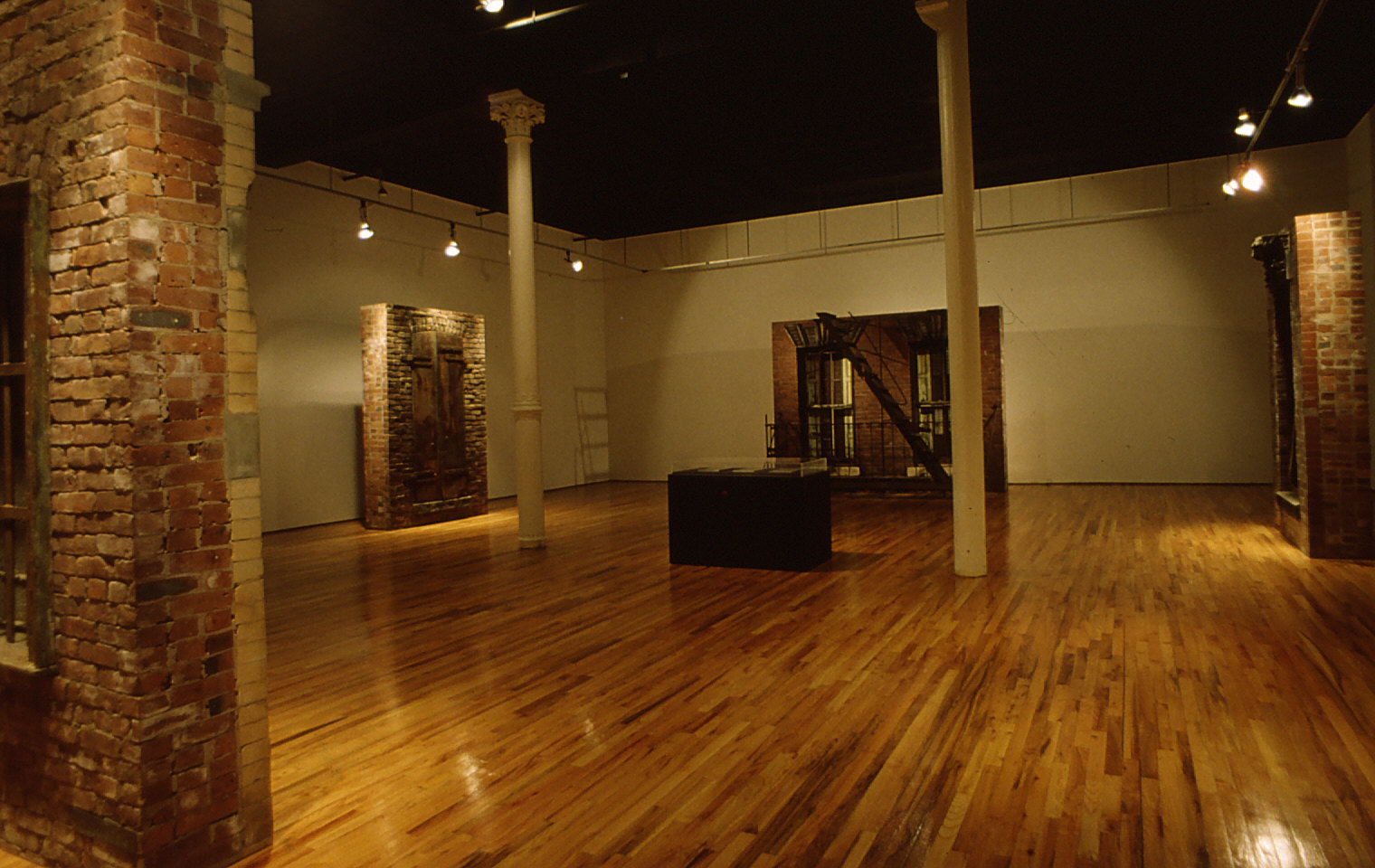
Seven Reconstructed Facades (février 1991).
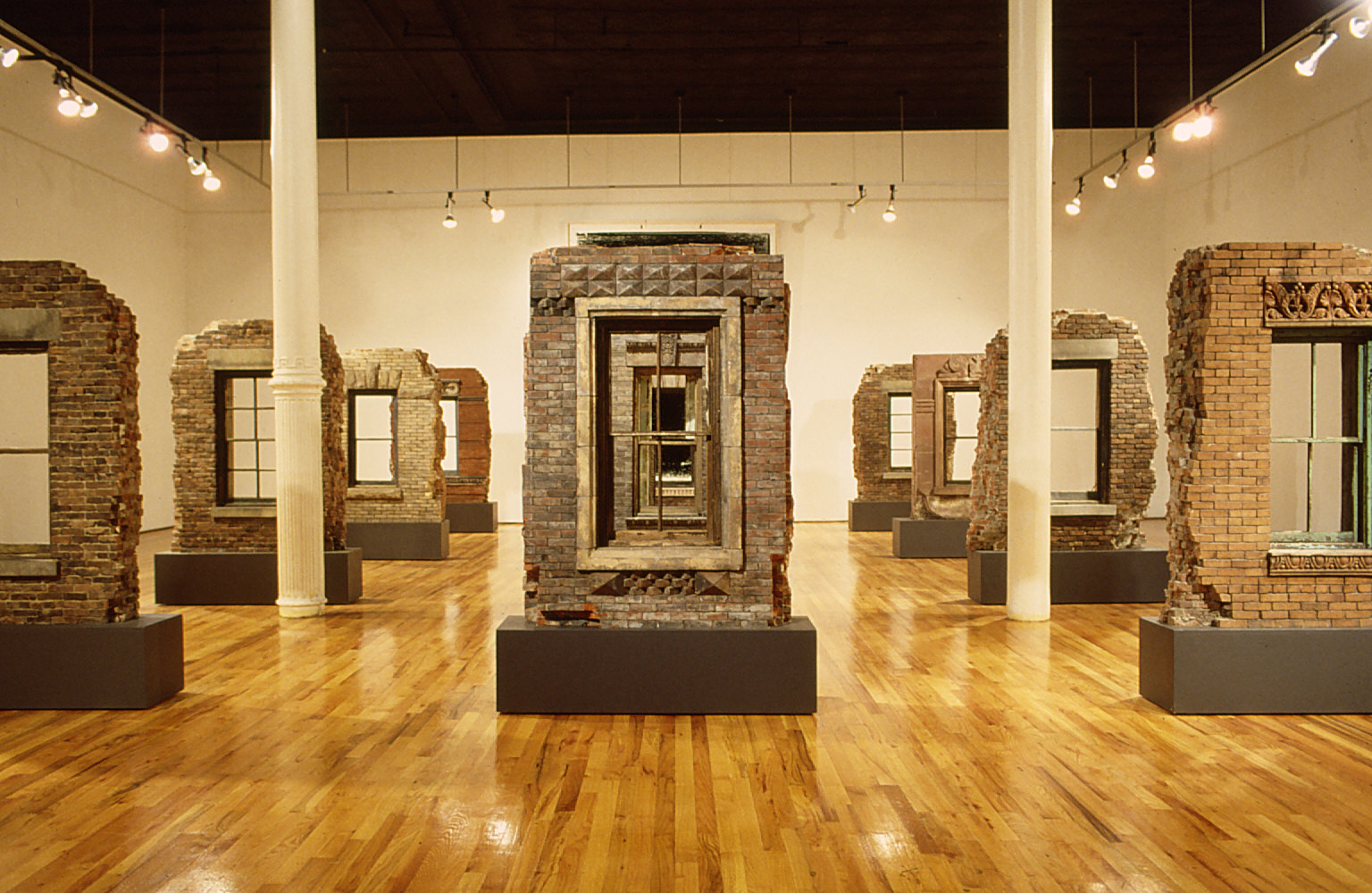
Eleven Reconstructed Windows: The 25th St. Series, 1992 (septembre 1993).
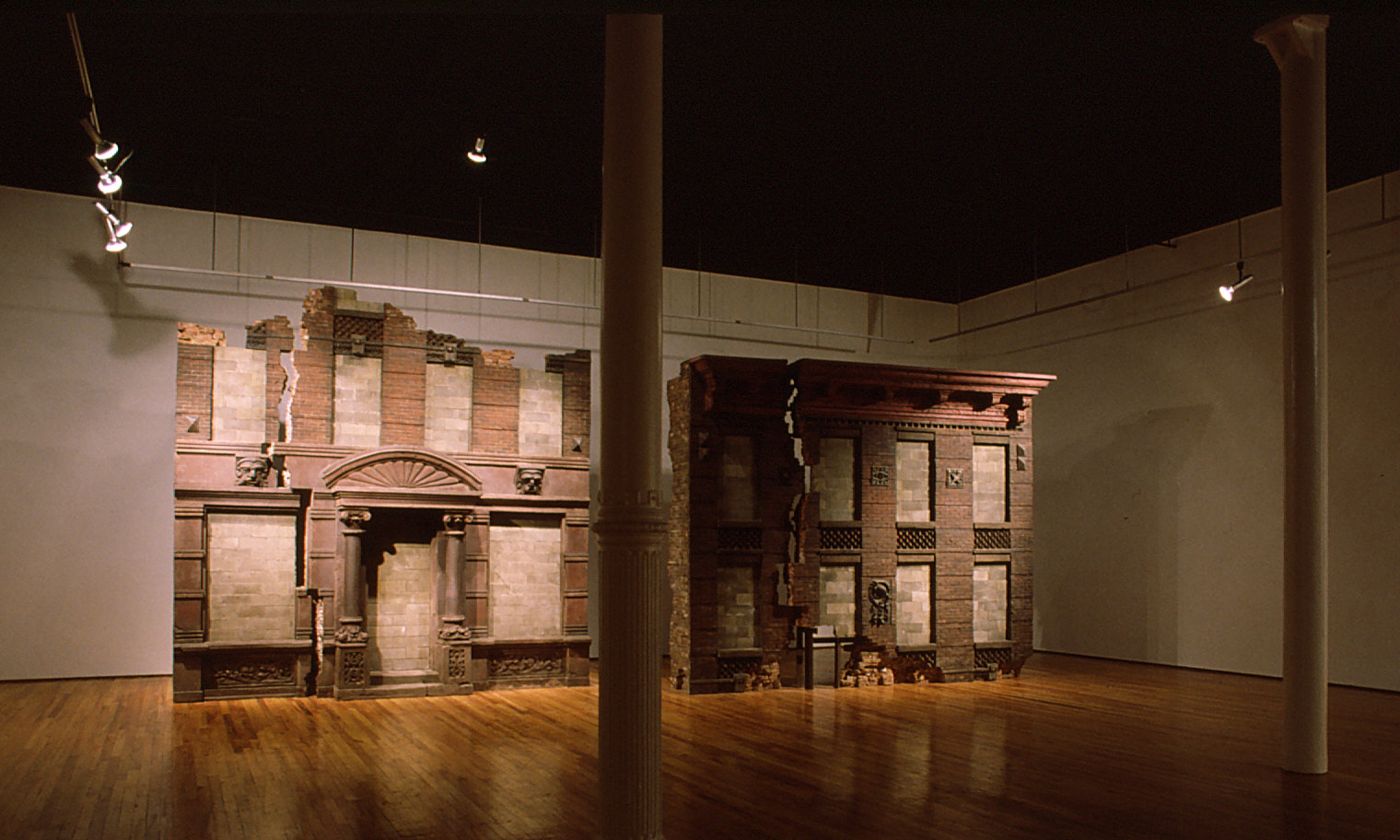
Reconstructed Facades: 276 W. 118th St., New York, NY (janvier 1996).
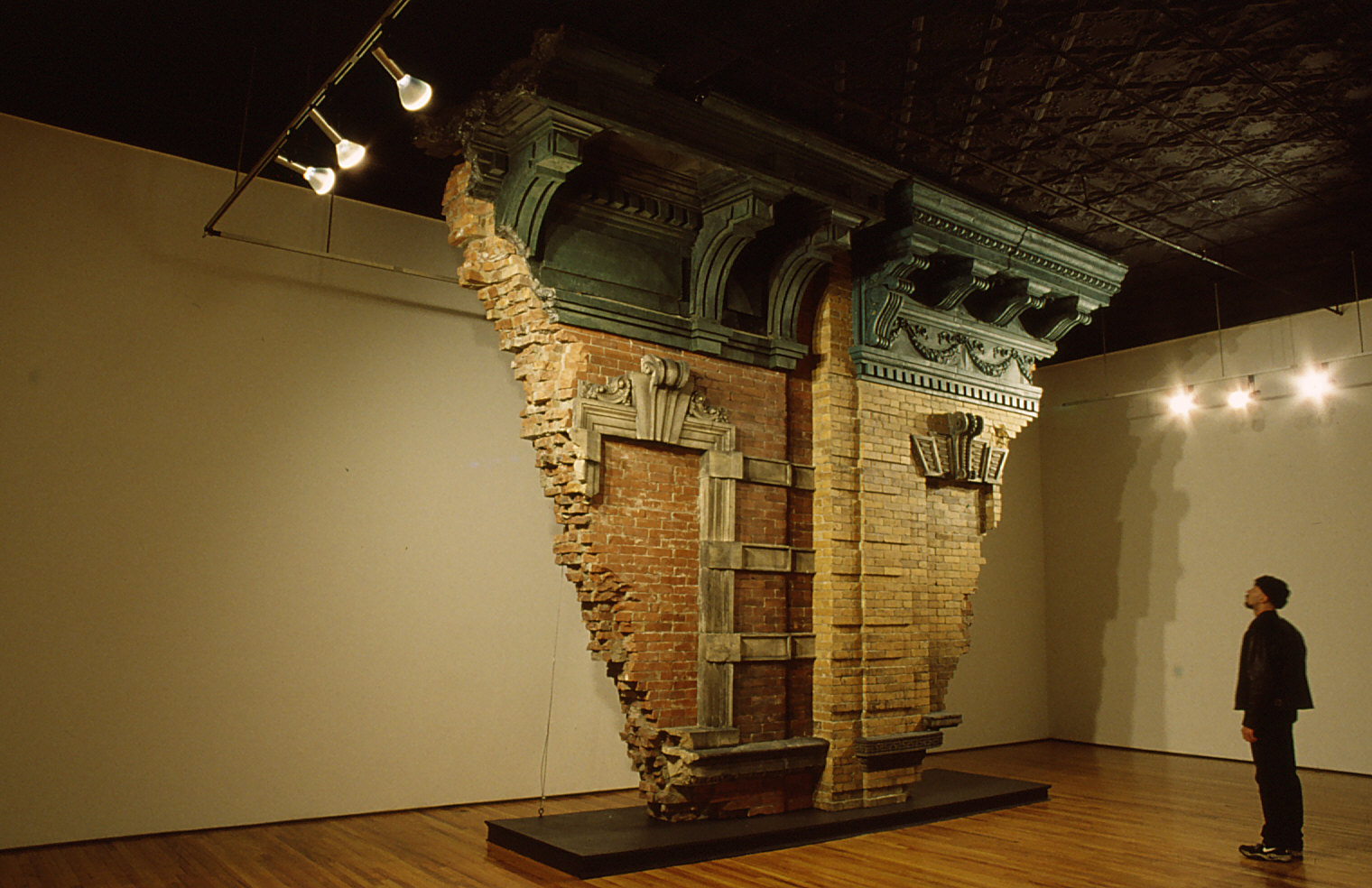
Reconstructed Facades: 23-25 W. 137th St., New York, NY (janvier 1999).
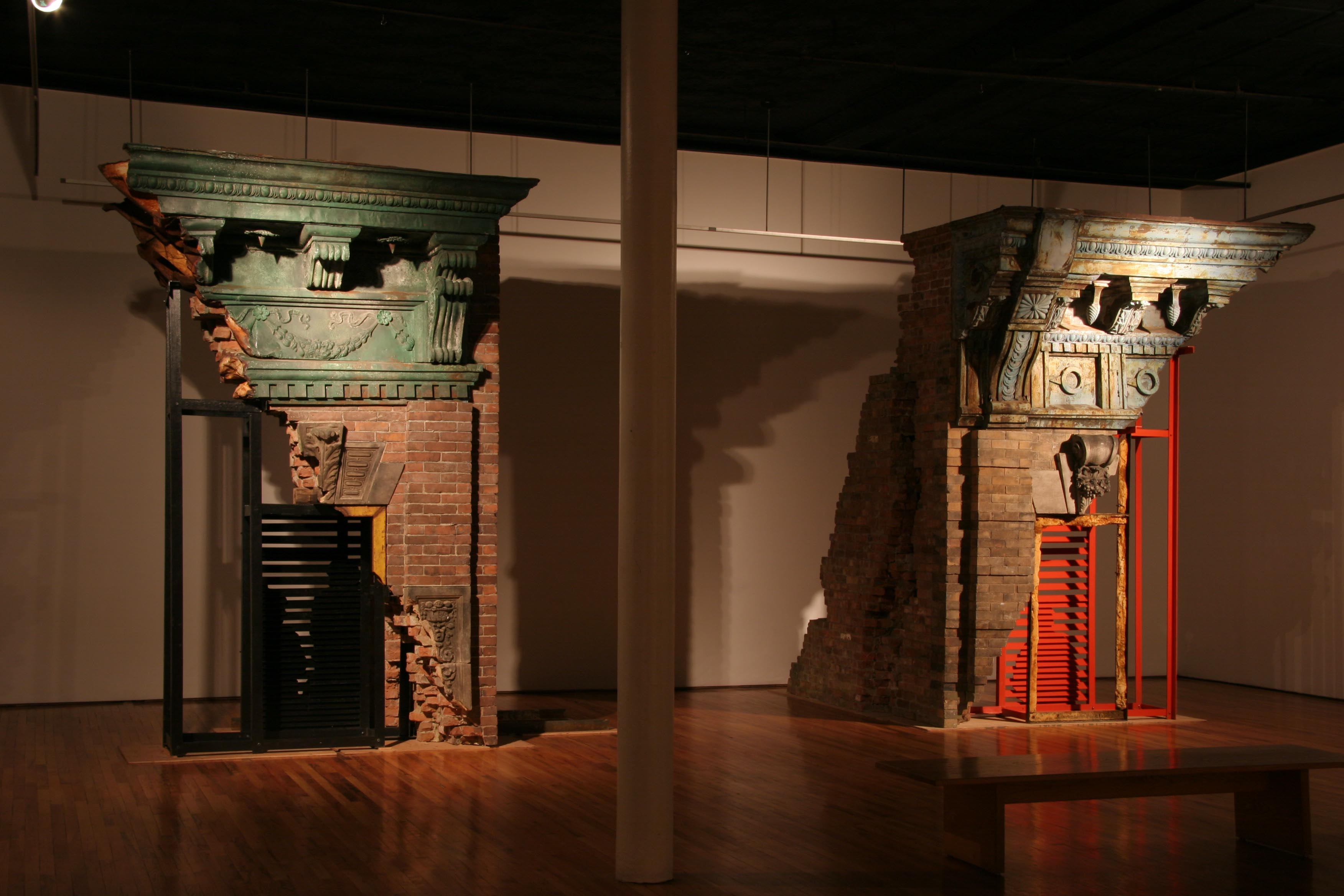
Reconstruction—Black and Red (janvier 2005).
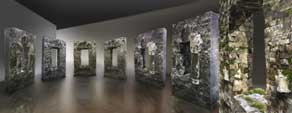
Stream: Pond Eddy, NY (mars 2009).